# 아인슈타인 모형
응집물질물리학에서 아인슈타인 모형(Einstein model)은 고체를 양자 조화 진동자로 간주한 모형이다. 비교적 높은 온도에서는 정확하나, 매우 낮은 온도에서는 정확하지 않고, 대신 디바이 모형을 사용한다.

## 역사
알베르트 아인슈타인이 1906년 발표하였다. 이 논문을 통하여, 아인슈타인은 당시 발표된 지 얼마 되지 않은 양자역학을 사용하여 고체의 비열용량을 설명할 수 있음을 보였다.

## 전개
{\displaystyle N}개의 입자로 이루어져 있는 고체를 생각하자. 각 입자가 3차원 양자 조화 진동자 퍼텐셜 속에 위치해 있다고 가정하고, 에너지 양자를 {\displaystyle kT_{\text{E}}}로 쓰자. 여기서 {\displaystyle T_{\text{E}}}는 아인슈타인 온도(Einstein temperature)라고 하며, 물질의 고유 성질이다.
1차원 양자 조화 진동자의 에너지 준위는
{\displaystyle E_{n}=(n+1/2)kT_{\text{E}}} ({\displaystyle n=0,1,2,\dots })
이므로, 고체의 바른틀 분배 함수는 다음과 같다.
{\displaystyle Z(T)=\left(\sum _{n=0}^{\infty }\exp(-(n+1/2)T_{\text{E}}/T)\right)^{3N}}
{\displaystyle =\left(2\sinh(T_{\text{E}}/2T)\right)^{-3N}}
이다.
고체의 내부 에너지는 다음과 같다.
{\displaystyle E(T)=-{\frac {\partial {\ln Z}}{\partial \beta }}}
{\displaystyle ={\frac {3}{2}}NkT_{\text{E}}\coth(T_{\text{E}}/2T)}.
고체의 비열용량은 다음과 같다.
{\displaystyle c(T)={\frac {1}{Nk}}{\frac {\partial E}{\partial T}}}
{\displaystyle ={\frac {3}{4}}(T_{\text{E}}/T)^{2}\operatorname {csch} ^{2}(T_{\operatorname {E} }/2T)}.

## 낮은 온도와 높은 온도에서의 극한

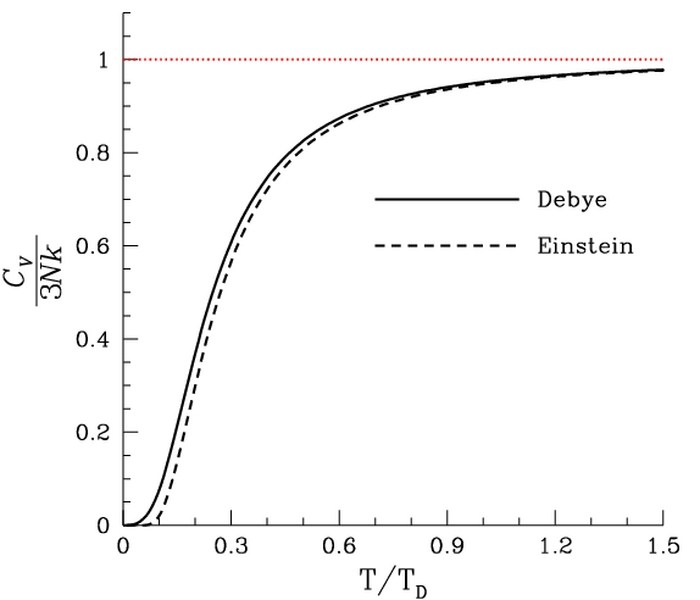
아인슈타인 모형과 디바이 모형이 예측하는 비열의 비교. 아인슈타인 모형은 점선, 디바이 모형은 실선이다.

아인슈타인 온도보다 매우 높은 온도에서 아인슈타인 고체의 비열은
{\displaystyle c(T)\approx 3}
으로 뒬롱-프티 법칙에 부합한다. 반면 아인슈타인 온도보다 매우 낮은 온도에서는
{\displaystyle c(T)\approx 3(T_{\text{E}}/T)^{2}\exp(-T_{\operatorname {E} }/T)}
으로, 실제 고체보다 지나치게 작은 열용량을 예측한다.